# Małgorzata Grabarczyk (chemik)
Małgorzata Ewa Grabarczyk – polska chemik, profesor nauk chemicznych.

## Życiorys
W 1993 ukończyła studia chemiczne na Uniwersytecie Marii Curie-Skłodowskiej w Lublinie, w 2002 obroniła pracę doktorską Selektywne woltamperometryczne metody oznaczania śladowych ilości Cr(VI) w matrycach naturalnych, której promotorem był prof. Mieczysław Korolczuk, w 2009 habilitowała się na podstawie pracy zatytułowanej Metoda analizy stripingowej w badaniu specjacji chromu w ciekłych i stałych próbkach środowiskowych. W 2019 uzyskała tytuł profesora nauk chemicznych.
Pracuje na Uniwersytecie Marii Curie-Skłodowskiej w Lublinie, oraz jest członkiem
Komisji Nauk Inżynieryjno-Technicznych na Oddziale PAN w Lublinie i Komitetu Chemii Analitycznej PAN.